# آسیاب‌آبی صالح‌آباد
آسیاب آبی صالح آباد مربوط به دوره قاجار است و در شهرستان گناباد، بخش مرکزی، دهستان پس کلوت، بلوار شفا واقع شده و این اثر در تاریخ ۱۹ مرداد ۱۳۸۴ با شمارهٔ ثبت ۱۲۹۴۰ به‌عنوان یکی از آثار ملی ایران به ثبت رسیده است.